# María, creyente
María, creyente es el decimoséptimo capítulo de la segunda temporada de la serie de televisión argentina Mujeres asesinas. Este episodio se estrenó el día 1 de agosto de 2006.
Este episodio fue protagonizado por Emilia Mazer, en el papel de asesina. Coprotagonizado por Chunchuna Villafañe y Roberto Vallejos. También, contó con la actuación especial de Horacio Peña. Y las participaciones de Magalí Moro y Diana Lamas.

## Desarrollo

### Trama
Desde pequeña, María (Emilia Mazer) quiso ser monja, pero su madre Eleanor (Chunchuna Villafañe) se lo prohibió y la obligó a que tuviera una vida "normal". Así fue que se casó, tuvo dos hijos, pero al no gustarle esa vida terminó separándose y viviendo con su mamá. Ella no trabaja, solo se dedica a cuidar a su hijo menor, Gabriel, al que considera un ser especial, lo viste de angelito y se la pasa en la iglesia todo el día para rezar mientras menosprecia a su hija, Esther (Ananda Bredice), a la que acusa de todo lo malo que le pasa a Gabriel. Pero la plata comienza a faltar y así también comienzan a acrecentarse los reclamos de su mamá. Entonces, María tiene que recurrir a Orlando (Roberto Vallejos), su exmarido, que solo le suelta dinero a cambio de sexo. Ella tiene que humillarse para conseguir plata y con esas humillaciones comienza a brotar su esquizofrenia, notada por la profesora de Gabriel (Diana Lamas) en repetidas ocasiones. Finalmente, se convence a sí misma que su hija tiene al diablo por dentro, así que luego de confesarse va a su casa y decide 'acabar con el Diablo' ahorcando y colgando a Esther en una habitación llena de velas.

### Condena
María G. fue acusada por homicidio agravado por el vínculo. Fue declarada inimputable. Está internada en un instituto neuropsiquiátrico, en un pabellón de pacientes peligrosos. Gabriel vive con su padre y su nueva esposa.

## Elenco
- Emilia Mazer
- Roberto Vallejos
- Diana Lamas
- Horacio Peña
- Magalí Moro
- Ananda Bredice
- Lucía Pecrul
- y Chunchuna Villafañe

## Adaptaciones
- Mujeres asesinas (Colombia): María, la creyente - Flora Martínez
- Mujeres asesinas (México): María, fanática - Dominika Paleta